# Vampiergrondvink
De vampiergrondvink (Geospiza septentrionalis) is op grond van fylogenetisch onderzoek dat in 2015 werd gepubliceerd afgesplitst van  de spitssnavelgrondvink (G. difficilis), een van de zogenaamde darwinvinken, zangvogels uit de grote Amerikaanse familie Thraupidae (tangaren). De darwinvinken komen als endemische soorten alleen voor op de Galapagoseilanden.

## Beschrijving
De soort komt alleen voor op de eilanden Darwin en Wolf en heeft een bijzondere reputatie omdat uit onderzoek bleek dat deze soort zeevogels aanpikt en bloed bij deze vogels zuigt, vooral bij de blauwvoetgent (Sula nebouxii) en de Nazcagent (S. granti).

## Status
De vampiergrondvink heeft een beperkt verspreidingsgebied en daardoor is de kans op uitsterven aanwezig. De grootte van de populatie werd in 2017 door BirdLife International geschat op 250 tot 1000 volwassen individuen. De populatie is waarschijnlijk stabiel, maar vogelpopulaties op kleine eilanden lopen risico's door invasieve organismen zoals de vlieg Philornis downsi die bloed zuigt van nestjongen waardoor het uitvliegsucces afneemt.  Om deze redenen staat deze soort als kwetsbaar op de Rode Lijst van de IUCN.